# Miikka Anttila
Pour les articles homonymes, voir Anttila.
Miikka Anttila, né le 10 septembre 1972, est un copilote de rallye finlandais.

## Carrière en rallye
En WRC, de 1999 à 2000, il est le copilote de Janne Tuohino, puis de Mikko Hirvonen à deux reprises en 2002 (en Finlande et en Italie), et de Kosti Katajamäki début 2003.
De 2003 à 2019, il est le copilote de Jari-Matti Latvala. Depuis 2020, il fait équipe avec Eerik Pietarinen.

## Vie privée
En 2023, il est condamné à une peine de prison avec sursis pour fraude fiscale.

## Palmarès

### Titres
- Champion de Finlande petit groupe N en 2001;
- Champion de Finlande groupe A en 2005;
  - Vice-champion du monde des copilotes en 2010;
    - 3e du championnat du monde des copilotes en 2012;
    - 3e du championnat d'Allemagne S1600 en 2002;
    - 4e du championnat du monde des copilotes en 2011;

### Victoires en WRC

#### Victoires en championnat du monde des rallyes des voitures de production (P-WRC)
| # | Saison | Rallye                         | Pays             | Voiture                |
| - | ------ | ------------------------------ | ---------------- | ---------------------- |
| 1 | 2006   | 19e Rallye d'Australie         | Australie        | Subaru Impreza WRX STI |
| 2 | 2006   | 36e Rallye de Nouvelle-Zélande | Nouvelle-Zélande | Subaru Impreza WRX STI |

#### Victoires en championnat du monde des rallyes
| #  | Saison | Rallye                            | Pays             | Pilote             | Voiture               |
| -- | ------ | --------------------------------- | ---------------- | ------------------ | --------------------- |
| 1  | 2008   | 57e Rallye de Suède               | Suède            | Jari-Matti Latvala | Ford Focus RS WRC 07  |
| 2  | 2009   | 6e Rallye de Sardaigne            | Italie           | Jari-Matti Latvala | Ford Focus RS WRC 08  |
| 3  | 2010   | 40e Rallye de Nouvelle-Zélande    | Nouvelle-Zélande | Jari-Matti Latvala | Ford Focus RS WRC 10  |
| 4  | 2010   | 60e Rallye de Finlande            | Finlande         | Jari-Matti Latvala | Ford Focus RS WRC 10  |
| 5  | 2011   | 67e Rallye du Pays de Galles (GB) | Royaume-Uni      | Jari-Matti Latvala | Ford Fiesta RS WRC    |
| 6  | 2012   | 60e Rallye de Suède               | Suède            | Jari-Matti Latvala | Ford Fiesta RS WRC    |
| 7  | 2012   | 68e Rallye du Pays de Galles (GB) | Royaume-Uni      | Jari-Matti Latvala | Ford Fiesta RS WRC    |
| 8  | 2013   | 59e Rallye de l'Acropole          | Grèce            | Jari-Matti Latvala | Volkswagen Polo R WRC |
| 9  | 2014   | 63e Rallye de Suède               | Suède            | Jari-Matti Latvala | Volkswagen Polo R WRC |
| 10 | 2014   | 34e Rallye d'Argentine            | Argentine        | Jari-Matti Latvala | Volkswagen Polo R WRC |
| 11 | 2014   | 64e Rallye de Finlande            | Finlande         | Jari-Matti Latvala | Volkswagen Polo R WRC |
| 12 | 2014   | 5e Rallye de France-Alsace        | France           | Jari-Matti Latvala | Volkswagen Polo R WRC |
| 13 | 2015   | 49e Rallye du Portugal            | Portugal         | Jari-Matti Latvala | Volkswagen Polo R WRC |
| 14 | 2015   | 65e Rallye de Finlande            | Finlande         | Jari-Matti Latvala | Volkswagen Polo R WRC |
| 15 | 2015   | 58e Tour de Corse                 | France           | Jari-Matti Latvala | Volkswagen Polo R WRC |
| 16 | 2016   | 30e Rallye du Mexique             | Mexique          | Jari-Matti Latvala | Volkswagen Polo R WRC |
| 17 | 2017   | 65e Rallye de Suède               | Suède            | Jari-Matti Latvala | Toyota Yaris WRC      |
| 18 | 2018   | 27e Rallye d'Australie            | Australie        | Jari-Matti Latvala | Toyota Yaris WRC      |

### Autres victoires
Championnat de Finlande (avec Timo Alanne):
- Rallye Vaakuna 2005;
- Rallye O.K. Auto 2005;
- Rallye Uusikaupunki 2005;
- Rallye Arctique 2006 (avec T. Alanne), et 2007 (avec Lasse Hirvijärvi);